# Phêrô Nguyễn Soạn
Phêrô Nguyễn Soạn (15 tháng 12 năm 1936 – 8 tháng 7 năm 2024) là một giám mục Công giáo tại Việt Nam, thuộc Giáo hội Công giáo Rôma. Ông từng đảm nhận vai trò Giám mục chính tòa của Giáo phận Qui Nhơn trong khoảng thời gian từ năm 1999 đến năm 2012. Khẩu hiệu giám mục là "Thưa Thầy, Thầy biết con yêu mến Thầy" (Scis Quia Amo Te).
Sinh năm 1936 tại Bình Định, sau quá trình tu học tại các tiểu chủng viện Qui Nhơn và Nha Trang, cũng như Giáo hoàng Học viện Thánh Piô X Đà Lạt, phó tế Nguyễn Soạn được truyền chức linh mục vào tháng 12 năm 1968, cho giáo phận Qui Nhơn. Sau khi được thụ phong linh mục, ông tiếp thục theo học để hoàn thành chương trình tại Giáo hoàng Học viện Thánh Piô X Đà Lạt, trước khi du học tại Đại học Giáo hoàng Urbaniana và tốt nghiệp Tiến sĩ Giáo luật. Trở về Việt Nam năm 1974, ông nhận chức vụ Giám đốc Đại chủng viện Qui Nhơn và chánh xứ Qui Hải, cho đến năm 1979. Ông là linh mục trợ giúp giáo xứ chính tòa từ năm 1989, trước khi trở thành chánh xứ năm 1992. Trong khoảng thời gian này, ông từng kiêm chức Tổng Đại diện giáo phận Qui Nhơn từ năm 1989.
Tháng 6 năm 1999, Tòa Thánh bổ nhiệm linh mục Nguyễn Soạn làm Giám mục Chính tòa Giáo phận Qui Nhơn, và ông đã giữ chức vụ này cho đến năm 2012. Trong Hội đồng Giám mục Việt Nam, giám mục Nguyễn Soạn từng giữ vai trò Tổng Thư ký Hội đồng trong hai khóa liên tiếp, kéo dài từ năm 2001 đến năm 2007. Ngoài tiếng mẹ đẻ là tiếng Việt, ông còn có khả năng giao tiếp bằng tiếng Anh, tiếng Pháp và tiếng Latinh.
Giám mục Nguyễn Soạn qua đời tháng 7 năm 2024, thọ 88 tuổi.

## Thân thế
Giám mục Phêrô Nguyễn Soạn sinh ngày 15 tháng 12 năm 1936 tại giáo hạt Gò Dài, giáo xứ Gò Thị, giáo phận Qui Nhơn (nay thuộc xã Phước Sơn, huyện Tuy Phước, tỉnh Bình Định). Ngoài giám mục Soạn, giáo xứ Gò Thị (theo địa giới ngày nay), là nơi xuất thân của ba giám mục khác, là Phaolô Huỳnh Đông Các, Mátthêu Nguyễn Văn Khôi và Giuse Huỳnh Văn Sỹ. Ông cố nội của giám mục Soạn, ông Nguyễn Khuê (còn gọi là Trùm Phê) và họ hàng, đã giúp xây dựng kiên cố nhà thờ họ đạo Phước Thiện năm 1940. Ngoài giám mục Soạn, cháu cố ông Khuê còn có một người khác làm linh mục, là linh mục Luy Nguyễn Bảo.
Cậu bé Soạn gia nhập tiểu chủng viện Làng Sông, Qui Nhơn năm 1949 và sau hiệp định Genève năm 1954 được ký kết, chuyển đến tu học tại Tiểu chủng viện Nha Trang. Chủng sinh Soạn sau đó từng đảm nhận công việc giám thị tiểu chủng viện khi đang học Đại chủng viện. Trong thời kỳ tiểu chủng sinh, tổng cộng, chủng sinh Soạn theo học bốn tiều chủng viện: Làng Sông (Qui Nhơn), Sao Biển (Nha Trang), Thánh Phanxicô (Bùi Chu) và Thánh Phaolô (Phát Diệm). Sau giai đoạn tiểu chủng viện, Chủng sinh Soạn theo học Giáo hoàng Học viện Thánh Piô X Đà Lạt, kể từ năm 1960.

## Thời kỳ Linh mục
Ngày 21 tháng 12 năm 1968, Phêrô Nguyễn Soạn được thụ phong linh mục. Ông thuộc linh mục đoàn Giáo phận Qui Nhơn. Sau khi thụ phong chức linh mục, ông theo học Đại học Văn Khoa Sài Gòn, khóa 1968 đến 1971 và được giám mục giáo phận cử đi du học Rôma, tốt nghiệp văn bằng Tiến sĩ Giáo luật tại Đại Học Giáo hoàng Urbaniana (1973) và trở về Việt Nam năm 1974. Ngoài bằng Tiến sĩ Giáo luật, ông còn có văn bằng văn chương Anh tại Sài Gòn. Linh mục Soạn, sau khi hồi hương, được chọn làm Giám đốc Tiểu chủng viện Qui Nhơn, và đảm nhận chức vụ này cho đến năm 1975.
Sau biến cố năm 1975, linh mục Nguyễn Soạn đảm nhận chức Giám đốc Đại chủng viện Qui Nhơn và kiêm thêm chức chính xứ Qui Hải. Năm 1979, chính quyền Việt Nam mượn Đại chủng viện, giáo dân Qui Hải không còn nơi thờ tự, do đó được sáp nhập vào giáo xứ Qui Hiệp. Linh mục Soạn cũng kết thúc vai trò Giám đốc Đại chủng viện vào năm 1983.
Năm 1989, linh mục Nguyễn Soạn được bổ nhiệm chức Tổng Đại diện Giáo phận Qui Nhơn. Ông từng cộng tác mục vụ tại Nhà thờ chính tòa Qui Nhơn trong giai đoạn từ năm 1989 đến năm 1992, dưới thời Giám mục chính tòa Phaolô Huỳnh Đông Các kiêm nhiệm chính xứ Chính tòa. Năm 1992, ông trở thành linh mục chính xứ Giáo xứ chính tòa và đảm nhận chức vụ này cho đến năm 2000. Trong thời gian này, năm 1992, ông đã cho lắp đồng hồ điện tử có phát chuông và bài thánh ca Ave Ave Ave Maria. Theo bản tin cáo phó, từ năm 1992, ông là Tổng Đại diện Giáo phận. Ông cũng cho xây dựng Nhà thờ giáo họ Hội Lộc (tại bán đảo Phương Mai) bằng việc di chuyển vật liệu từ Qui Nhơn đến Hội Lộc bằng ghe và thuyền. Nhà thờ giáo họ này khánh thành năm 1996. Năm 2000, giám mục Soạn đồng thuận cải tạo một số hạng mục như Nhà xứ và nhà thờ giáo xứ chính tòa. Cũng trong giai đoạn này, ông kiêm nhiệm chức danh giáo sư đại chủng viện Sao Biển, Nha Trang và Xuân Bích, Huế (1992 đến 1999).
Trong thời kỳ linh mục, linh mục Nguyễn Soạn được nhận định đã thành công trong các công việc mục vụ giáo xứ, đào tạo chủng sinh cho giáo phận cũng như hỗ trợ Giám mục Huỳnh Đông Các điều hành giáo phận trong thời kỳ khó khăn chung của xã hội Việt Nam.

## Thời kỳ Giám mục
Ngày 3 tháng 6 năm 1999, Tòa Thánh bổ nhiệm linh mục Phêrô Nguyễn Soạn làm Tân giám mục chính tòa, kế vị Giám mục Phaolô Huỳnh Đông Các về hưu, cùng thông báo bổ nhiệm đợt này có Tân Giám mục Giáo phận Lạng Sơn và Cao Bằng Giuse Ngô Quang Kiệt - người đến năm 2005 trở thành Tổng giám mục Hà Nội và Tân Giám mục Phó Giáo phận Long Xuyên Giuse Trần Xuân Tiếu. Với việc bổ nhiệm này, Giám mục Nguyễn Soạn là giám mục chính tòa thứ tư của giáo phận Qui Nhơn kể từ khi Qui Nhơn được nâng cấp thành giáo phận năm 1960.
Lễ tấn phong cho Tân giám mục Nguyễn Soạn được cử hành sau đó vào ngày 12 tháng 8 cùng năm, với phần nghi thức chính yếu được cử hành cách trọng thể bởi Chủ phong là Tổng Giám mục đô thành Tổng giáo phận Huế Stêphanô Nguyễn Như Thể và hai vị phụ phong là Giám mục Phaolô Huỳnh Đông Các, nguyên Giám mục Qui Nhơn và Giám mục Phêrô Nguyễn Văn Nho, giám mục Phó Giáo phận Nha Trang. Tân giám mục chọn cho mình khẩu hiêu: Thầy biết con yêu Thầy (Ga 21, 17).
Nhân dịp Anrê Phú Yên được giáo hội Công giáo tôn phong chân phước, và là vị tử đạo đầu tiên của giáo hội Công giáo Việt Nam. Hội trại Giảng viên, giáo lý viên giáo phận Qui Nhơn lần đầu được tổ chức tại quê hương Mằng Lăng của tân chân phước vào ngày lễ kính chân phước, 26 tháng 7 năm 2000. Giám mục Nguyễn Soạn đã cử hành lễ đồng tế tại giáo xứ này. Năm 2001, Hội đồng Giám mục Việt Nam bầu chọn giám mục Nguyễn Soạn giữ chức Tổng Thư ký nhiệm kỳ 2001 đến năm 2004. Ông tái đắc cử chức vụ này và nắm vai trò Tổng Thư ký đến năm 2007. Ông tham dự Thượng Hội đồng Giám mục lần thứ X vào tháng 10 năm 2001, và được bầu chọn làm thành viên Uỷ ban Bầu cử Hậu Thượng Hội đồng Giám mục. Cùng với Tổng giám mục Gioan Baotixita Phạm Minh Mẫn, Giám mục Nguyễn Soạn có bài tham luận ngắn bằng tiếng Pháp trong khuôn khổ Thượng Hội đồng Giám mục vào ngày 3 tháng 10 năm 2001.
Giám mục Nguyễn Soạn được ghi nhận là người đã ra sức đào tạo nhân sự cũng như phát triển cơ sở hạ tầng cho giáo phận Qui Nhơn. Dưới thời Giám mục Nguyễn Soạn, cơ sở Chủng viện Làng Sông của Qui Nhơn đã được cho trùng tu cách sơ khởi vào năm 2011. Dòng Nữ Tỳ Chúa Giêsu Tình Thương được thiết lập và được cho tạm cư trú để chăm sóc cơ sở này. Trong 13 năm đảm nhận chức vụ Giám mục Qui Nhơn, dưới thời giám mục Soạn có 39 tân linh mục, 10 giáo xứ tân/tái lập, nhiều cơ sở Công giáo được xây dựng, bao gồm 24 nhà thờ (giáo xứ hoặc giáo họ) và số chủng sinh, nữ tu gia tăng hàng năm. Dưới thời Giám mục Nguyễn Soạn, số giáo dân đạt mức 70.000.
Vì sức khỏe Giám mục Nguyễn Soạn suy yếu cách trầm trọng, ngày 31 tháng 12 năm 2009, Tòa Thánh bổ nhiệm linh mục Mátthêu Nguyễn Văn Khôi làm giám mục phó giáo phận Qui Nhơn. Ngày 30 tháng 6 năm 2012, Giáo hoàng Biển Đức XVI chấp nhận đơn từ nhiệm của Giám mục Nguyễn Soạn. Với việc chấp thuận này, Giám mục Phó Nguyễn Văn Khôi đương nhiên kế vị ông trở thành Giám mục Chính tòa. Từ đây, ông nghỉ hưu tại tòa Giám mục Giáo phận Qui Nhơn, Việt Nam.
Ngày 24 tháng 11 năm 2018, Bộ Truyền giáo gửi điện thư chúc mừng 50 năm thụ phong linh mục của Giám mục Phêrô Nguyễn Soạn. Chưa đầy một tuần sau đó, ngày 30 tháng 11, Giáo hoàng Phanxicô cũng gửi điện thư chúc mừng nhân dịp kỷ niệm này. Lễ đồng tế kỷ niệm 50 năm thụ phong linh mục của Giám mục Soạn được tổ chức vào chiều ngày 21 tháng 12 năm 2018. Vào thời điểm năm 2017, sức khỏe của Giám mục Soạn rất yếu, cần có người dìu mỗi khi di chuyển.
Giám mục Nguyễn Soạn qua đời vào lúc 7 giờ 8 phút ngày 8 tháng 7 năm 2024 tại Nhà hưu dưỡng Giáo phận Qui Nhơn. Theo thông tin từ cáo phó, nghi thức tẫn liệm dự kiến diễn ra vào ngày 10 tháng 7, trong khi lễ an táng dự kiến tổ chức vào ngày 11 tháng 7 năm 2024 tại Nhà thờ chính tòa Qui Nhơn.

## Tông truyền
Giám mục Phêrô Nguyễn Soạn được tấn phong giám mục năm 1999, dưới thời Giáo hoàng Gioan Phaolô II, bởi:
- Giám mục Chủ phong: Tổng Giám mục đô thành Tổng giáo phận Huế Stêphanô Nguyễn Như Thể.
- Hai giám mục Phụ phong: Giám mục Phaolô Huỳnh Đông Các, nguyên Giám mục Qui Nhơn và Giám mục Phêrô Nguyễn Văn Nho, giám mục Phó Giáo phận Nha Trang.

Giám mục Phêrô Nguyễn Soạn là giám mục Phụ phong giám mục cho các giám mục:
- Năm 2000, giám mục Tôma Nguyễn Văn Tân, hiện đang là cố Giám mục chính tòa Giáo phận Vĩnh Long.
- Năm 2003, giám mục Micae Hoàng Đức Oanh, hiện đang là nguyên Giám mục chính tòa Giáo phận Kon Tum.
- Năm 2005, giám mục Phanxicô Xaviê Lê Văn Hồng, hiện đang là nguyên Tổng Giám mục đô thành Tổng giáo phận Huế.

Dưới đây là sơ đồ tính Tông truyền từ giám mục Việt Nam đầu tiên được giám mục ngoại quốc chủ phong cho đến đời Giám mục Nguyễn Soạn.